# Coordinadora de Colles de Cultura de Gràcia
La Coordinadora de Colles de Cultura de Gràcia (CCCG) és una federació que agrupa diverses entitats de cultura popular de Gràcia (Barcelona). Els seus orígens són a la dècada del 1980, si bé la seva creació com a Federació no és fins al 2002. El seu objectiu essencial és dinamitzar les relacions entre les colles de cultura popular de Gràcia i donar a conèixer les diverses expressions de cultura popular que desenvolupen les entitats federades.
Pretenen cridar l'atenció de la gent envers la cultura popular, tot recuperant costums ancestrals mitjançant la participació en activitats lúdiques i culturals, realitzades dins d'un marc d'integració i tolerància, així com de cercar i experimentar amb noves formes d'expressió de la pròpia tradició. Gestionen el local La Violeta de Gràcia, que també és la seu d'algunes de les colles membres.
El 2002 va rebre la Medalla d'Honor de Barcelona. El maig de 2015 ha patrocinat la reedició de Les Tradicions de Gràcia de Joan Amades.

## El Timbgrallers
És considerat l'himne de la Coordinadora i les Colles de Cultura de Gràcia.
És una peça musical composta l'any 2005 per en Dani Tort per ser interpretada pels grallers i tabalers de totes les Colles de Cultura de Gràcia en ocasions especials, com durant la Festa Major de Gràcia o la Diada de les Colles de Cultura de Gràcia.

## Diada de les Colles de Cultura de Gràcia
Anualment, des del 2005, totes les Colles de Cultura de Gràcia, federades a la Coordinadora, s'agrupen per celebrar una diada conjunta.
Inicialment era un acte conjunt de les colles que es desenvolupava el tercer o quart dia de la Festa Major de Gràcia, sempre que no coincidís en dissabte o diumenge; consistia en un espectacle on s'explicaven els orígens de la Vila de Gràcia fins a la seva annexió amb Barcelona, intercalant-se textos històrics amb actuacions de les colles, finalitzant amb la interpretació conjunta del Timbgrallers.
Actualment se celebra al març o l'abril, com una festa pròpia de les Colles de Cultura; hi ha matinades, lluïments de les colles, dinar de germanor i altres activitats conjuntes.

## Entitats federades
- Trabucaires de Gràcia
- Àliga de Gràcia
- Geganters de Gràcia
- Bastoners de Gràcia
- Bastoners de Barcelona
- Colla Vella de Diables de Gràcia
- Associació Cultural el Drac de Gràcia
- Diabòlica de Gràcia
- Malèfica del Coll
- Castellers de la Vila de Gràcia